# Новожилов, Василий Григорьевич
Василий Григорьевич Новожилов (15 сентября 1917 — 1983) — бригадир плотников треста Главвладивостокстрой, Герой Социалистического Труда (1971). 

## Биография
Родился 15 сентября 1917 года в деревне Кашкара Мамадышского уезда Казанской губернии (ныне – Кукморского района Республики Татарстан), в большой крестьянской семье.
Проходил службу на Дальнем Востоке, где и остался после демобилизации.
Работал в Главвладивостокстрое рабочим, плотником, десятником на разных участках строительства городских объектов.
С 1958 по 1981 год руководил комплексной бригадой плотников «Жилстрой-1» треста Главвладивостокстрой. Объектам, построенными при участии Новожилова, в городе Владивостоке являются: так называемые «строительные» улицы в Первомайском районе, улица Спортивная, улица Олега Кошевого, парк в Минном городке, улица Фадеева, комплекс «Дары моря», здания Академгородка.
В 1974 году именно Новожилов от лица строителей вручил символический ключ от построенного здания Владивостокского цирка его первому директору Анатолию Буберко.

## Награды и признание
Герой Социалистического Труда (1971). Заслуженный строитель РСФСР. Также награждён орденом Трудового Красного Знамени (1968).
Почётный гражданин города Владивостока (21.03.1968) — в числе первых восьми удостоенных этого звания.

## Память
В 1985 году улица 4-я Строительная во Владивостоке получила название «Строителя Новожилова».